# Bulu (Temanggung)
Bulu is een bestuurslaag in het regentschap Temanggung van de provincie Midden-Java, Indonesië. Bulu telt 2423 inwoners (volkstelling 2010).